# 會昌毀佛

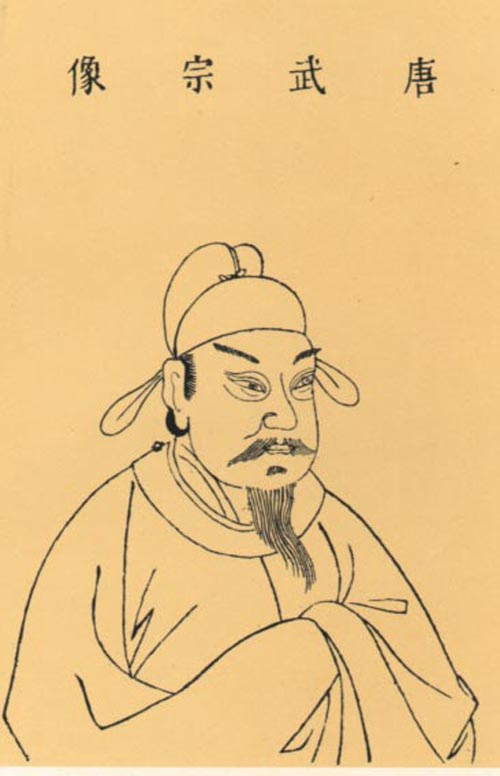
唐武宗

會昌毀佛，即唐武宗李炎在位的會昌期间（840年-846年），推行一系列的“毀佛”（灭佛）政策，以會昌五年（845年）七月颁布的敕令为高峰，而会昌六年唐武宗逝世、唐宣宗即位又重新尊佛，灭佛就此结束。这一事件使佛教在中国受到严重打击，史称“唐武宗灭佛”或“武宗灭佛”。因唐武宗年号“会昌”，故佛教徒又称之为「会昌法难」，将它与之前的北魏太武帝灭佛、北周武帝灭佛和后来的后周世宗毀佛并称为“三武一宗”。

## 背景
自唐朝立国以来，历代君王都篤信佛法，以极高礼遇和大力提倡佛教，甚至給予免赋稅、免徭役的福利，至中唐以還，漢傳佛教各個宗派得以擴張，造成有些寺庙招攬了許多比丘與比丘尼。當時有很多男性为了逃避赋役而出家为僧，导致僧人越来越多，造成社會與國安問題。而寺庙的土地不用纳税，僧人仰賴百姓供养，逐渐侵蝕到唐朝中央政府统治的稅收。

## 經過
会昌二年（842年），武宗在道士赵归真等的劝说下，令天下僧尼中犯罪和不能持戒者尽皆还俗，行咒术、妖术等者同禁，私人财产全部“充入两税、徭役”，仅京城长安一地就有3,459人还俗，而佛寺仅留慈恩、荐福、西明、庄严四寺。会昌四年七月，敕令毁拆天下凡房屋不满二百间、没有前代御匾的一切寺院、兰若、佛堂等，命其僧尼全部还俗。
会昌五年三月，敕令不许天下寺院建置庄园，又令勘检所有寺院及其所属僧尼、财产之数。四月，下敕灭佛，规定西京长安只能保留4座寺庙，每寺留僧10人，东京洛阳留2寺，其余节度使的首府共34州留1寺，刺史所在州的首府不得留寺。其他寺庙全部摧毁，僧尼皆令还俗，所有废寺铜铸的佛像、钟磬全部销熔以铸铜钱，铁铸的器具交州府销熔，铸为农具。到当年八月，“天下所拆寺四千六百余所，还俗僧尼二十六万五百人，收充两税户；拆招提、兰若四万余所，收膏腴上田数千万顷，收奴婢为两税户十五万人。”。山西五臺山的還俗僧“多亡奔幽州”，李德裕召見幽州鎮駐京人員說：“五臺僧為將，必不如幽州將；為卒，必不如幽州卒。何為虛取容納之名，染于人口？”故幽州節度使張仲武配合朝廷說：“有游僧入境，則斬之。”

## 終止
会昌六年，武宗逝世，笃信佛教的唐宣宗即位。宣宗即位后即废止了武宗的滅佛政策。

## 影響
經過這次滅佛，佛教寺院財產被剝奪，僧尼還俗，寺廟遭廢，經籍散佚，佛教宗派因也由極盛而走向衰微。大量僧尼還俗，寺廟土地與財富收歸政府所有，客觀上也減輕了人民供養僧尼的經濟負擔。除此之外，其它從西域傳來的宗教如祆教、景教、摩尼教等均受到打擊。同時，大量唐朝佛寺被毀，導致留存至今的唐朝建築極少。